# Michail Walerjewitsch Mikuschin
Michail Walerjewitsch Mikuschin (russisch Михаил Валерьевич Микушин; geb. 19. August 1978 in Jekaterinburg) ist ein mutmaßlicher Spion des russischen GRU. Er gab sich als José Assis Giammaria aus und war angeblich brasilianischer Bürger. Er war in Kanada als Politikwissenschaftler an verschiedenen Universitäten tätig.
Im Oktober 2022 wurde Mikuschin in Norwegen verhaftet, als er in der Universität Tromsø als Gastdozent verweilte. Ihm wurde zunächst vorgeworfen, er sei unter falschen Angaben in das Land gekommen und wurde danach erst als Spion enttarnt. Im Rahmen eines Häftlingsaustausch (siehe Internationaler Häftlingsaustausch im August 2024) wurde Minuschkin nach Russland überführt.